# 楊從儒
楊從儒（?—?），南直隶阜阳县人，明朝后期反明起事领袖。
杨从儒和同县杨桓在明熹宗天启四年（1624年）九月，以秘密宗教形式聚集信众，自称“义侯靖王、八天教主”，建年号“懿德”，势力分布在南直隶颍州及砀山县、河南永城县等地。天启五年正月，杨氏族人告发，睢陈兵巡道副使陈应元秘密逮捕其头目数十人，馀党解散。